# Sydlig lövdaggmask
Sydlig lövdaggmask (Lumbricus festivus) är en art i familjen daggmaskar. De är rödbruna och från 50 till 110 millimeter långa. Deras kroppar är uppbyggda av 100–143 segment.